# Крос Юманіте
Крос «Юманіте» (фр. Cross de L'Humanité) — змагання, організовані французькою газетою «Юманіте» спільно з Трудовою спортивною організацією (OST) і Федерацією робочого спорту і гімнастики (FSGT). Створено в 1933 році в формі масового змагання з бігу, відкритого для чоловіків і жінок. Змагання проводилися щорічно аж до 1968 року (крім періоду Другої світової війни). Крос проходив в кінці лютого або на початку березня, пізніше в квітні, в Венсенському лісі з фінішем на іподромі дю Трамбле, але іноді і в Ла-Курнев з фінішем на  стадіоні Марвіль.

## Історія

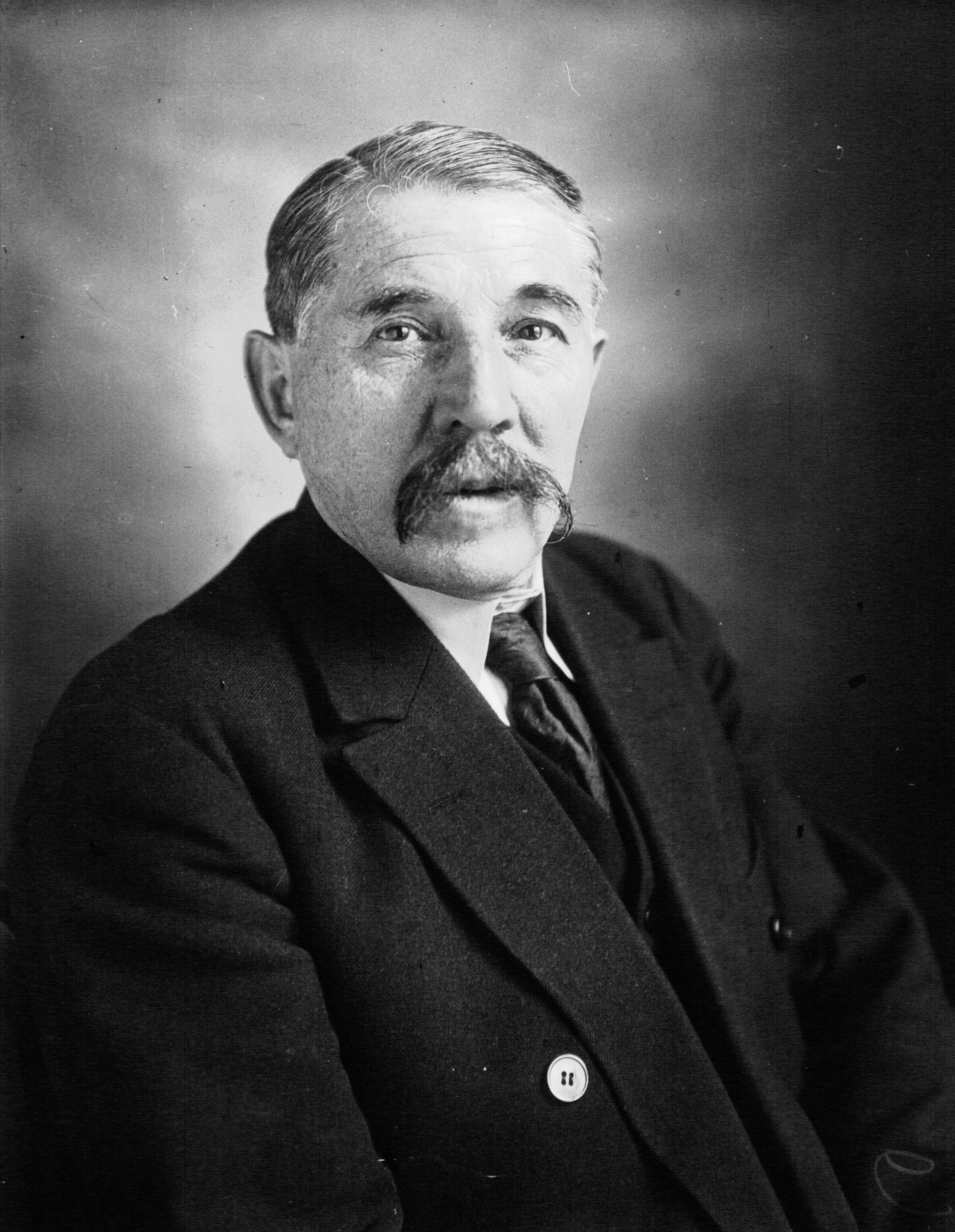
Засновник кросу Юманіте Марсель Кашен в 1929 році

Як і Гран-прі «Юманіте», заснований Юманіте в 1927 році, крос Юманіте створив в 1933 році Марсель Кашен. Це був результат народного ентузіазму щодо спортивних бігових заходів і залучення комуністичних рухів в спорт в соціальних цілях — спортивного виховання народних мас. Також це політика, пропагандистське підкреслення цінності популярних демократичних режимів з точки зору спорту,. Змагання проходили в трьох основних категоріях: забіг асів для елітних бігунів, жіночі та юніорські змагання. Крім цього, були вікові категорії і масові забіги. У перший рік стартувало 500 учасників, в наступному вже 2000.
Через політичну прихильність організаторів крос Юманіте не користувався схваленням FFA. Поль Мерікамп, який був її президентом з 1944 по 1953 рік, заборонив французьким спортсменам брати участь в кросі Юманіте під загрозою виключення з міжнародних змагань, як це було з чемпіонкою Франції 1953 року з кросу Монікою Карон-Рено за таку участь. Французькі спортсмени могли брати участь тільки анонімно, і Ален Мімун тільки був присутній на трибуні. Основні іноземні спортсмени представляли СРСР, Польщу, Чехословаччину, НДР, Румунію і Угорщину.
На піку популярності забіг 1954 року звів на 10 000 м початківця Володимира Куца (СРСР) і досвідченого багаторазового медаліста Олімпійських ігор Еміля Затопека (ЧССР). 7000 учасників бігли перед 50 000 глядачів. У забігу 1956 року Куц взяв реванш, перемігши поляка Єжи Хроміка, а Еміль Затопек третій в своєму останньому забігу у Франції,
З 1957 року FFA визнала крос Юманіте, і рівень змагання виріс. Еміль Затопек брав участь на цей раз як почесний суддя і давав старт. Чоловік забіг 1957 року був також драматичним. Володимир Куц, який перебував не в кращій формі, виграв його з великими зусиллями.
З 1961 року газета «Ле фігаро» за підтримки FFA щорічно до 2000 року проводила в Булонскому лісі Крос Фігаро. Після перерви в 2000—2012 роках з 2013 його проводить Hugo Events в парку Сен-Клу.
Останній раз крос Юманіте пройшов в |1968 році. Його наступниками стали Паризький марафон (з 1976 року) і 20 км Парижа (з 1979 року). У 1990 році пройшов напівмарафон на призи газети «Юманіте». У 1992 році перший міжнародний крос Валь-де-Марн був також проведений на історичному місці кросу Юманіте в парку дю Трамбле в Валь-де-Марн.

## Змагання
|                                        | Рік  | Дата                | Місце               | Дистанції                                                                         | Країн | Бігунів                                         | Глядачів |
| -------------------------------------- | ---- | ------------------- | ------------------- | --------------------------------------------------------------------------------- | ----- | ----------------------------------------------- | -------- |
| I                                      | 1933 | 26 лютого           | Вітрі               |                                                                                   |       | 1500 (200 жінок)                                |          |
| II                                     | 1934 | 6 лютого            | Ла-Курнев           |                                                                                   |       | 2000                                            |          |
| III                                    | 1935 | 3 лютого            | Ла-Курнев           |                                                                                   |       | 3000 (2897)                                     |          |
| IV                                     | 1936 | 2 лютого            | Ла-Курнев           |                                                                                   |       | 4000                                            |          |
| V                                      | 1937 | 14 лютого           | Ла-Курнев           |                                                                                   |       | 4000                                            |          |
| VI                                     | 1938 | 20 лютого           | Ла-Курнев           |                                                                                   |       | 4242                                            |          |
| VII                                    | 1939 | 19 лютого           | Ла-Курнев           |                                                                                   |       | 3000 (більш ніж 200 асів)                       |          |
| Не відбулися через Другу світову війну |      |                     |                     |                                                                                   |       |                                                 |          |
| VIII                                   | 1945 | 18 лютого           | Венсенський ліс     |                                                                                   |       | 2537 чоловіків і 228 жінок                      |          |
| IX                                     | 1946 | 17 лютого           | Венсенський ліс     |                                                                                   |       | 4300                                            | 25 000   |
| X                                      | 1947 | 23 лютого           | Венсенський ліс     | чоловіки: 11 600 метрів/двадцять перешкод жінки: 2600 метрів з трьома перешкодами | 9     | більш ніж 5 тисяч (аси: 107 чоловіків/46 жінок) |          |
| XI                                     | 1948 | 29 лютого           | Венсенський ліс     |                                                                                   |       | 4515                                            |          |
| XII                                    | 1949 | 13 березня          | Венсенський ліс     |                                                                                   |       | 5000                                            | 10 000   |
| XIII                                   | 1950 | 19 березня          | Венсенський ліс     |                                                                                   | 3     | 5500                                            | 10 000   |
| XIV                                    | 1951 | 18 березня          | Венсенський ліс     |                                                                                   |       | більш ніж 5000                                  |          |
| XV                                     | 1952 | 16 березня          | Венсенський ліс     |                                                                                   | 8     | 6231 (заявок)                                   | 30 000   |
| XVI                                    | 1953 |                     |                     |                                                                                   |       |                                                 |          |
| XVII                                   | 1954 | 19 березня          | Венсенський ліс     |                                                                                   |       | 7000 (27 асів)                                  | 50 000   |
| XVIII                                  | 1955 | 27 березня          | Венсенський ліс     |                                                                                   |       |                                                 |          |
| XIX                                    | 1956 | 3 березня[уточнити] | Венсенський ліс     |                                                                                   |       |                                                 |          |
| XX                                     | 1957 | 31 березня          |                     |                                                                                   | 12    |                                                 |          |
| XXI                                    | 1958 |                     | Венсенський ліс     |                                                                                   |       | близько 5000                                    |          |
| XXII                                   | 1959 | 5 квітня            | Венсенський ліс     |                                                                                   | 11    | близько 25 000                                  | 50 000   |
| XXIII                                  | 1960 | 10 квітня           | Венсенський ліс     |                                                                                   | 11    |                                                 |          |
| XXIV                                   | 1961 |                     | Венсенський ліс     |                                                                                   |       |                                                 |          |
| XXV                                    | 1962 | 8 квітня            | Ла-Курнев           |                                                                                   |       |                                                 |          |
| XXVI                                   | 1963 |                     |                     |                                                                                   |       |                                                 |          |
| XXVII                                  | 1964 |                     |                     |                                                                                   |       |                                                 |          |
| XXVIII                                 | 1965 |                     | Ла-Курнев           |                                                                                   |       |                                                 |          |
| XXIX                                   | 1966 | 27 березня          | Ла-Курнев[уточнити] |                                                                                   |       |                                                 |          |
| XXX                                    | 1967 | 2 квітня            | Ла-Курнев           |                                                                                   |       |                                                 |          |
| XXXI                                   | 1968 |                     | Ла-Курнев           |                                                                                   |       |                                                 |          |